# 22 nanómetros
22 nanómetros (22nm) es la tecnología de fabricación de semiconductores, en la que los componentes están fabricados en una 22 milmillonésima parte de un metro.

## Visión general
Actualmente, su uso está destinado sobre todo, a la fabricación de microprocesadores CMOS.

### Microprocesadores

#### Familia Intel
- Ivy Bridge
- Haswell

#### Familia AMD
- Bulldozer

## Historia
- IBM lidera un consorcio para el desarrollo de procesadores en 22 nanómetros, ayudándose de la experiencia de un variado grupo de colaboradores entre los que se encuentran AMD, Samsung, Chartered e Infineon.[4]

- Intel y Micron Technology anuncian el proceso de fabricación de una memoria NAND flash de 20 nanómetros.[5]

### Predecesor
32 nanómetros (32nm) era la anterior tecnología de fabricación de semiconductores.

### Sucesor
14 nanómetros (14nm) será la tecnología que sustituya a los 22nm como la tecnología de fabricación de semiconductores, siguiendo de acuerdo al International Technology Roadmap for Semiconductors (ITRS).